# Walter Gardiner
Walter Gardiner FLS, FRS (1 de setembro de 1859 — 31 de agosto de 1941) foi um botânico britânico.
Estudou no Clare College (Cambridge), onde foi professor de botânica na universidade. Foi membro da Linnean Society of London, sendo eleito membro da Royal Society em 1890. Foi laureado com a Medalha Real em 1898, "por suas pesquisas sobre a ligação do protoplasma de células de tecidos vegetais e sobre a breve histologia de plantas".